# Elvighøj
Elvighøj er et højdedrag (33 moh.) på halvøen Drejens i Kolding Fjord, ved udmundingen af Eltang Vig.

## Spisested
Et spisested ved Elvighøj, blev opført af gårdejer og skipper Erik Madsen i slutning 1890'erne. Stedet var et udflugtsmål, særligt benyttet af fjordbådene; Der var et landingssted med bro lige under Elvighøj. Stedet nedbrændte i 1932.
ElvigHøj var en af flere forlystelsessteder i Kolding Fjord, herunder Grúns Restaurant , Christiansminde i Agtrup Vig og Løveroddepavillionen. Fjordbådene indstillede driften i 1959.